# 遠い遠い未来へ
「遠い遠い未来へ」（とおいとおいみらいへ）は、DEENの17thシングル。

## 概要
- ビーイングによる最後のプロデュース曲。
- 長らくアルバム未収録であったが2008年発売の『DEEN PERFECT SINGLES +』に収録された。
- 後にGIZA studioからデビューする音楽ユニットGARNET CROWのAZUKI七と古井弘人が作品の作成を担当している。古井はDEENがデビューした頃からアレンジャーとしても活動していた。
- 1999年4月10日にNHK『ポップジャム』に出演しタイトル曲を披露した。宇津本在籍中にハイビジョン撮影された最後の映像となる。

## 収録トラックス
1. 遠い遠い未来へ
2. 晴れた空の下、きみつれて
3. 遠い遠い未来へ / ORIGINAL KARAOKE
4. 晴れた空の下、きみつれて / ORIGINAL KARAOKE

## 収録アルバム
- 『DEEN PERFECT SINGLES +』(#1)
- 『Another Side Memories〜Precious Best〜』(#2)
- 『DEENAGE MEMORY -20周年記念ベストアルバム-』(#1)
- 『DEEN The Best FOREVER 〜Complete Singles +〜』(#1)

## タイアップ
- TBS系列『筋肉番付』エンディングテーマ。

## 参加ミュージシャン
1. 作詞:AZUKI七 作曲:大野愛果 編曲:古井弘人
2. 作詞:池森秀一 作曲:山根公路&宇津本直紀 編曲:DEEN

- DEEN
  - 池森秀一: ボーカル
  - 山根公路: キーボード
  - 宇津本直紀: ドラム
  - 田川伸治: ギター